# Скорпена мала
Скорпена мала (Scorpaena notata) — риба родини Скорпенових, що живе в субтропічних морських водах.

## Характеристика

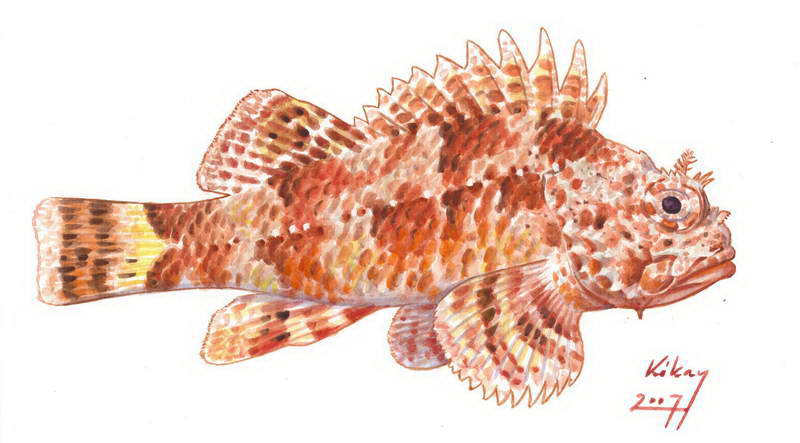
Рисунок скорпени малої

Голова велика, рила трохи менше, ніж діаметр ока; передочна кістка має 3 шипи над верхньою щелепою; суборбітальна дуга має 3 шипуваті точки; передкришечні шипи добре розвинені. Потилична яма присутня. Пори на симфізі нижньої щелепи розділені, але близько один до одного. Надочні вирости короткі, менше половини діаметра орбіти. Спинний плавець з 12 шипами і 9 м'якими променями, грудні плавці з 17-19 променями, заходять за перший анальний плавник. Луска на тілі ктеноїдна; 43-46 вертикальних рядів луски; груди, грудні плавці та голова голі. Хребців 24. Зябрових тичинок 15-18. Колір тіла переважно червоно-коричневий, велика чорна пляма між шипами 6-8 і 10-11, інші плавці строкаті або плямисті з темним пігментом. Сягає розмір до 20 см, як правило, до 15 см.

## Ареал

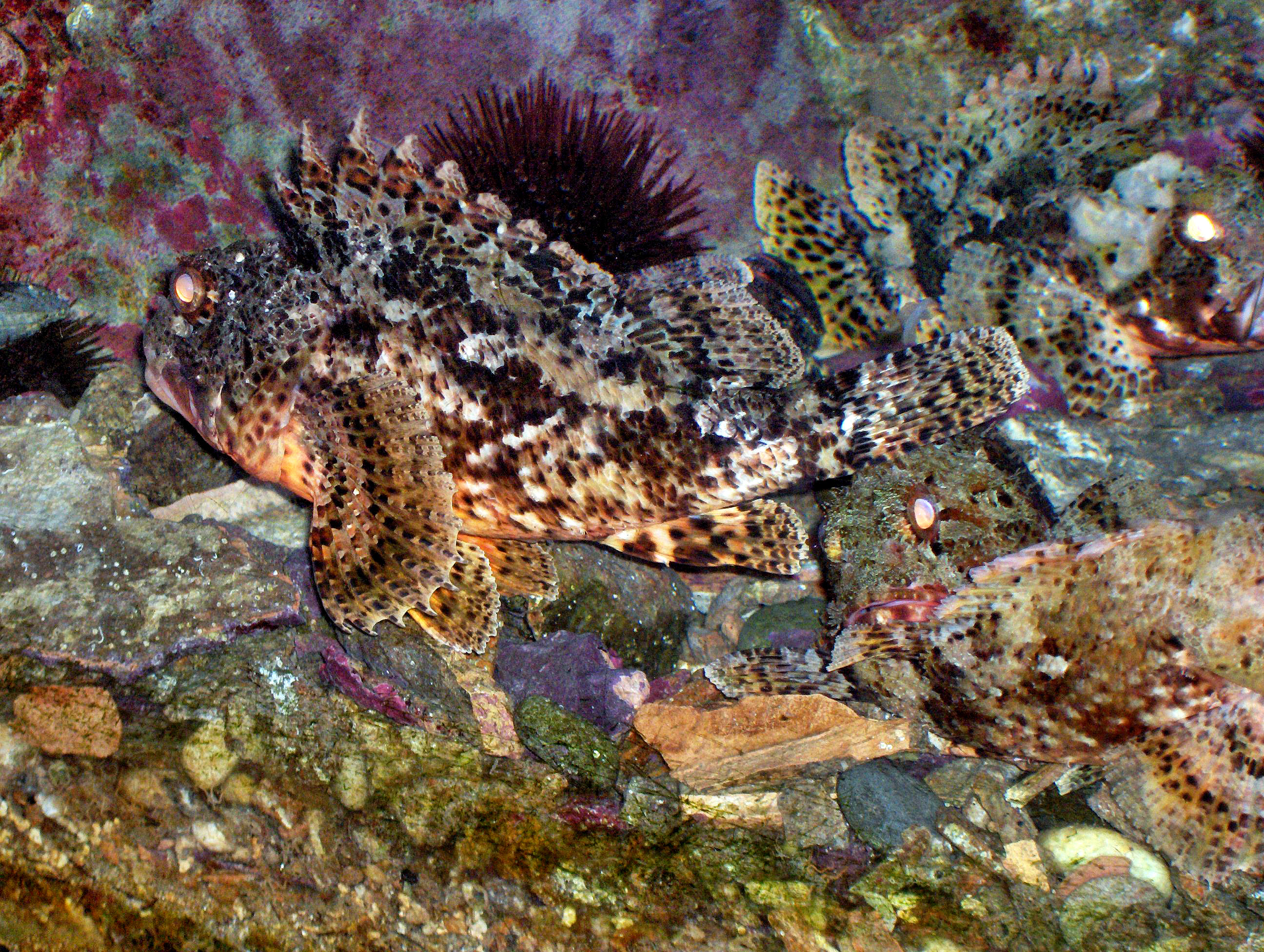
Скорпена мала в акваріумі в Монако

Зустрічається у східній Атлантиці від Біскайської затоки до Сенегалу, Мадейри, Азорських і Канарських островів, також у Середземному (рідко в північній Адріатиці). У Чорному морі біля берегів Туреччини, у Новоросійській і Геленджицькій бухтах.